# Zuentibold
Zwentibold (Zuentibold, Suentibold) (870/ 871 - 13 o 30 d'agost de 900) fou rei de Lotaríngia de 895 a 900. Era fill bastard d'Arnulf de Caríntia. El 897, va prendre per a esposa a Oda de Saxònia, filla d'Otó I de Saxònia l'Il·lustre.

## Biografia
Zwentibold o Zuintibold fou fill bastard d'Arnulf de Caríntia, ell mateix fill natural del rei Carloman de Baviera. El novembre del 887, Arnulf fou reconegut com a rei de Germània, i després coronat emperador d'Occident el febrer del 896.
Després d'haver rebutjat a les muntanyes de Suïssa els exèrcits de Rodolf I, rei de Borgonya Transjurana, Arnulf es va fer l'amo sense oposició de la Lotaríngia. El maig de 895, va cedir llavors aquest territori, erigit en regne, al seu fill natural, Zwentibold. Era col·locar un boig sobre el tron de Lotaríngia. El primer acte del nou príncep fou d'ajuntar-se amb el seu cosí el rei Carles el Simple, i d'assetjar la ciutat de Laon favorable al rei Eudes o Odó de França.
A partir de 898, es va enfrontar igualment als grans senyors del seu regne, als comtes Esteve de Pouilly, a Odoacre, el seu principal ministre, a Renyer I d'Hainaut, a Gerard I de Metz i al seu germà Matfrid I de Metz. Els va expulsar, els va desposseir de les seves dignitats, i els va prendre tots els seus béns i les seves terres per distribuir-los als seus favorits. El seu pare Arnulf va fer tot el possible per reconciliar el seu fill amb alguns d'aquests grans senyors, però en va.
Zwentibold s'envolta de dones de males costums, de gent inferior, d'afalagadors i de còmplices. Va fer un joc de la vida i de l'honor dels homes més poderosos, els més virtuosos. Les coses eren tals que, el 899, Arnulf, el seu pare, i Carles el Simple es van entendre per desposseir-lo de Lotaríngia. Però Arnulf va morir, i aquesta resolució va quedar sense continuació.
Zwentibold va regnar poc temps però suficient per a aixecar contra ell tota l'aristocràcia del país. En el transcurs d'una batalla lliurada prop de l'abadia de Susteren, contra Esteve, Gerard i Matfrid, va trobar la mort el mes d'agost del 900, el 13 per a alguns o el 30 per a altres.

## Genealogia
```
┌─ 
Carloman de Baviera
 (
830
-† 
882
), 
rei de Baviera
 (
876
-
882
).
┌─ 
Arnulf de Caríntia
 (?-† 
899
), rei de Germània i emperador d'Occident.
│ └─ X
X
│
Zwentibold, rei de 
Lotaríngia
 de 
895
 a †
900

│ ┌─ X
└─X (amant)
└─ X 
```